# Faches-Thumesnil
Faches-Thumesnil est une commune française située dans le département du Nord, en région Hauts-de-France. 

## Géographie

### Localisation
La commune est située dans le Mélantois en Flandre romane, limitrophe par le sud de Lille et longée par l'autoroute A1, à deux pas de l'aéroport de Lille - Lesquin. 
La commune se trouve dans l'aire d'attraction de Lille (partie française) et dans son unité urbaine de Lille, ainsi que dans la zone d'emploi et le bassin de vie de Lille.

### Communes limitrophes
Les communes limitrophes sont Templemars, Vendeville, Wattignies, Lesquin, Lille et Ronchin.
|            | Lille            | Ronchin |
| Wattignies | Faches-Thumesnil | Lesquin |
| Templemars | Vendeville       |         |

### Géographie et relief
La superficie de la commune est de 4,62 km2 ; son altitude varie de 30  à   58 mètres. 

### Hydrographie

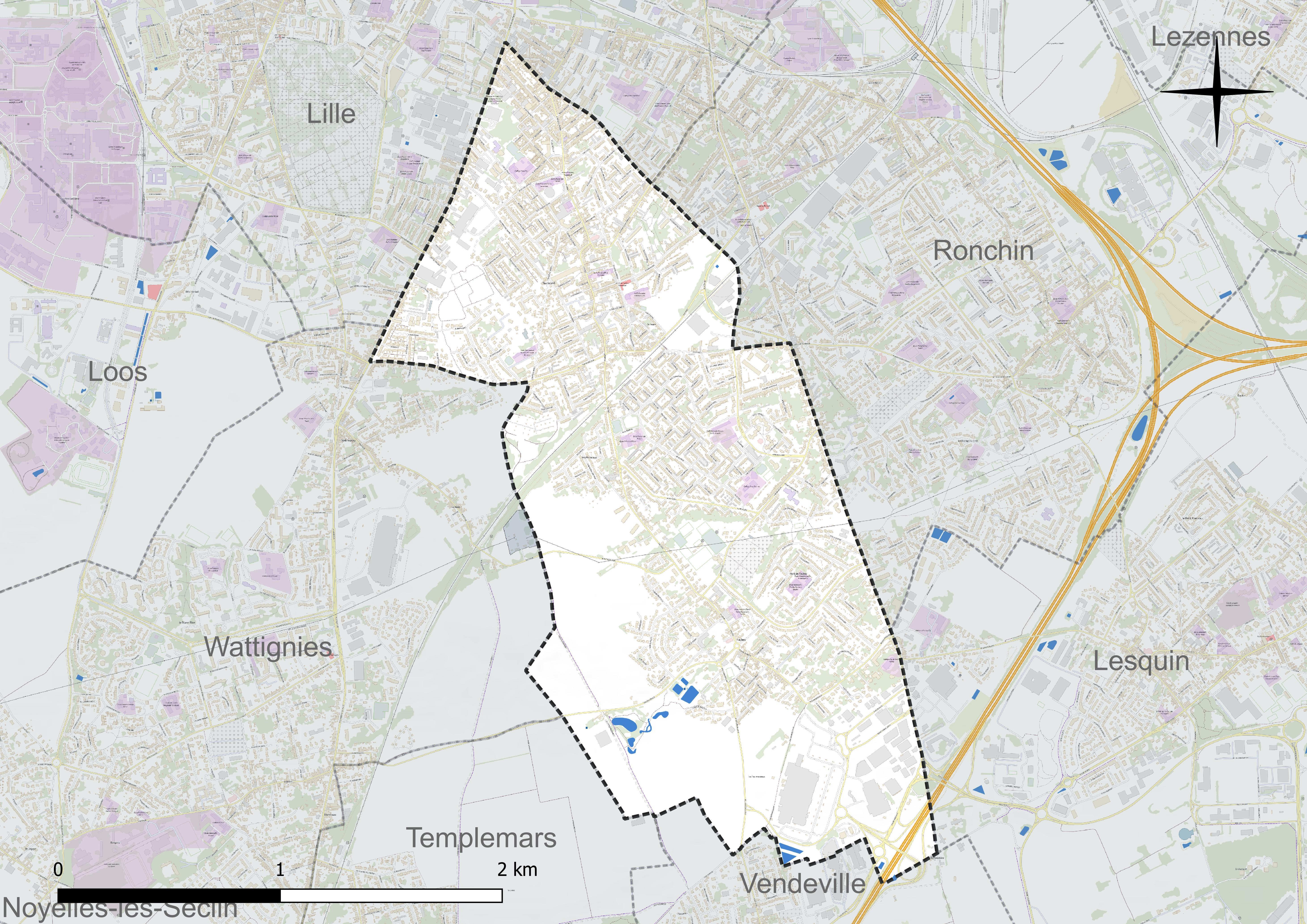
Réseau hydrographique de Faches-Thumesnil.

La commune est située dans le bassin Artois-Picardie. Elle n'est drainée par aucun cours d'eau,.
Un plan d'eau complète le réseau hydrographique : l'étang des Périseaux (0,4 ha),.

### Climat
Pour des articles plus généraux, voir Climat des Hauts-de-France et Climat du Nord.
En 2010, le climat de la commune est de type climat océanique dégradé des plaines du Centre et du Nord, selon une étude du CNRS s'appuyant sur une série de données couvrant la période 1971-2000. En 2020, Météo-France publie une typologie des climats de la France métropolitaine dans laquelle la commune est exposée à un climat océanique et est dans la région climatique  Nord-est du bassin Parisien, caractérisée par un ensoleillement médiocre, une pluviométrie moyenne régulièrement répartie au cours de l'année et un hiver froid (3 °C).
Pour la période 1971-2000, la température annuelle moyenne est de 10,5 °C, avec une amplitude thermique annuelle de 14,3 °C. Le cumul annuel moyen de précipitations est de 698 mm, avec 12,3 jours de précipitations en janvier et 9 jours en juillet. Pour la période 1991-2020, la température moyenne annuelle observée sur la station météorologique la plus proche, située sur la commune de Lesquin à 3 km à vol d'oiseau, est de 11,3 °C et le cumul annuel moyen de précipitations est de 740,0 mm,. Pour l'avenir, les paramètres climatiques de la commune estimés pour 2050 selon différents scénarios d'émission de gaz à effet de serre sont consultables sur un site dédié publié par Météo-France en novembre 2022.

## Urbanisme

### Typologie
Au 1er janvier 2024, Faches-Thumesnil est catégorisée grand centre urbain, selon la nouvelle grille communale de densité à sept niveaux définie par l'Insee en 2022.
Elle appartient à l'unité urbaine de Lille (partie française), une agglomération internationale regroupant 60  communes, dont elle est une commune de la banlieue,,. 
Par ailleurs la commune fait partie de l'aire d'attraction de Lille (partie française), dont elle est une commune du pôle principal,. Cette aire, qui regroupe 201 communes, est catégorisée dans les aires de 700 000 habitants ou plus (hors Paris),.

### Occupation des sols

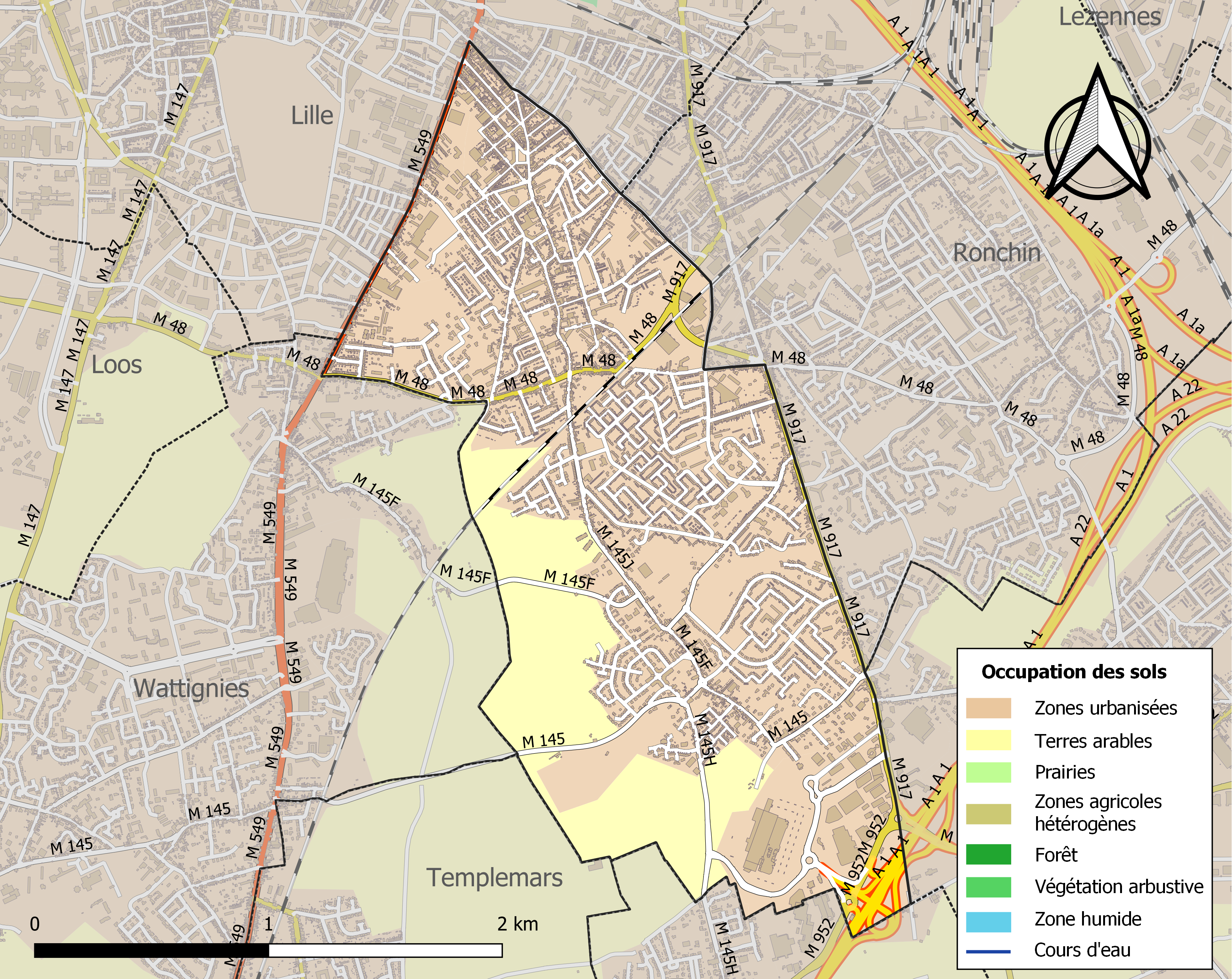
Carte des infrastructures et de l'occupation des sols de la commune en 2018 (CLC).

L'occupation des sols de la commune, telle qu'elle ressort de la base de données européenne d'occupation biophysique des sols Corine Land Cover (CLC), est marquée par l'importance des territoires artificialisés (82 % en 2018), en augmentation par rapport à 1990 (67,4 %). 
La répartition détaillée en 2018 est la suivante : zones urbanisées (67 %), terres arables (18 %), zones industrielles ou commerciales et réseaux de communication (15 %). 
L'évolution de l'occupation des sols de la commune et de ses infrastructures peut être observée sur les différentes représentations cartographiques du territoire : la carte de Cassini (XVIIIe siècle), la carte d'état-major (1820-1866) et les cartes ou photos aériennes de l'IGN pour la période actuelle (1950 à aujourd'hui).

### Habitat et logement
En 2021, le nombre total de logements dans la commune était de 8 091, alors qu'il était de 7 446 en 2016 et de 7 241 en 2011. 
Parmi ces logements, 94,8 % étaient des résidences principales, 0,7 % des résidences secondaires et 4,5 % des logements vacants. Ces logements étaient pour 70,8 % d'entre eux des maisons individuelles et pour 28,6 % des appartements. 
Le tableau ci-dessous présente la typologie des logements à Faches-Thumesnil en 2021 en comparaison avec celle du Nord et de la France entière. Une caractéristique marquante du parc de logements est ainsi la faible proportion des résidences secondaires et logements occasionnels (0,7 %) par rapport au département (1,8 %) et à la France entière (9,7 %). 
| Typologie                                               | Faches-Thumesnil | Nord | France entière |
| ------------------------------------------------------- | ---------------- | ---- | -------------- |
| Résidences principales (en %)                           | 94,8             | 90,9 | 82,2           |
| Résidences secondaires et logements occasionnels (en %) | 0,7              | 1,8  | 9,7            |
| Logements vacants (en %)                                | 4,5              | 7,4  | 8,1            |

La commune ne respecte pas les obligations qui lui sont faites par l'article 55 de la loi SRU de disposer d'au moins 25 % de son parc de résidences principales constituées de logements sociaux, mais a engagé un vigoureux effort de rattrapage, qui l'a fait passer d'un taux de 10,97 % en 2002 à 18,25 % en 2019.

### Voies de communication et transports
Faches-Thumesnil est à l'intersection des grands axes autoroutiers conduisant à Valenciennes, Bruxelles et Paris.
La commune est desservie, en 2023, par les Lianes 1 et 7, les lignes 67, CO1, 919, 920 et Z2 du réseau Ilévia.

### Qualité de l'environnement
Lors de sa réunion du 17 septembre 2020, le conseil municipal déclare l'urgence climatique pour la commune et s'engage notamment « à faire tout son possible pour réduire d'au moins 45 % l'empreinte carbone de [la] ville et de ses habitants d'ici 2030 par rapport à 2010 ». La mesure est adoptée malgré l'abstention de l'opposition.

## Toponymie
Le nom de la localité est attesté sous les formes Facis, Fachis en 1076.
De l'oïl faisse « bande de terre, terre allongée » et du suffixe diminutif -el au pluriel « petits champs allongés », du latin fascia, à l’origine de l’ancien français fesche, du mot fache « faisceau, bande, ruban », à l’origine de nombreux toponymes dans les départements du Nord et des Ardennes, et de quelques-uns dans les départements alentours. Dans ces régions, le mot fache a pu simplement désigner une « étendue de territoire livrée à une culture déterminée », ou un « ensemble de parcelles de terre orientées dans le même sens ». Certains de ces toponymes peuvent cependant être dus à des litiges de bornages, des fâcheries entre voisins.
Le nom de Thumesnil apparaîtra en 1184 dans le registre de Seclin, mais l'étymologie de ce mot reste difficile à définir. Ce terme aurait été décomposé en 2 parties "Thu" et "Mesnil". "Mesnil" aurait pour origine le mot "mansionile", terme de la « latinité barbare » (ou bas latin), qui désignait une habitation entourée de terres. "Thu" ce préfixe d'origine germanique aurait pour signification le mot "ferme".
La commune est instituée par la Révolution française sous le nom de Faches, bien qu'elle ait absorbé entre 1790 et 1794 celle de Thumesnil. Ce n'est qu'en 1914 qu'elle prend le nom de Faches-Thumesnil.
En 1951, le conseil municipal du 28 juin approuve l'orthographe jusqu'alors incertaine de Faches-Thumesnil (sans accent circonflexe sur le « a »)[réf. nécessaire].

## Histoire

### Moyen Âge
C'est sur le plateau du Mélantois que s'est implanté le village de Faches, et son hameau Thumesnil, très nettement séparés jadis par plus d'un kilomètre de terres ou de champs. C'est en 1104 qu'apparaît pour la première fois le nom de "Faches", plus exactement "Facis" qui signifierait "terre inculte".

### Époque contemporaine
Plus de huit cents ans ont été nécessaires pour former le nom de cette commune. Même si la halte des Chemins de fer (établie en 1846) porte déjà le nom de Faches-Thumesnil, la séparation du village de Faches et de son hameau Thumesnil va être requise par les habitants de Faches dans une lettre adressée au Maire le 22 janvier 1899. Le problème de la délimitation des deux communes empêchera cette séparation.
En 1912, la biscuiterie Geslot-Voreux est transférée de Lille à Faches après l'incendie de l'usine lilloise. Dans les années 1970, l'entreprise Geslot dépose le bilan puis est rachetée par différentes enseignes avant de devenir, en 1979, la propriété de la Biscuiterie Nantaise[réf. nécessaire].
Pierre-Vinoc Geslot est à l'origine du Sablé des Flandres, biscuit célèbre, d'une épaisseur relativement fine, de type "quart de cercle". La production de cette usine était expédiée dans toute la France depuis la gare voisine de Ronchin. Plus d'une centaine de produits différents y sont fabriqués avant la seconde guerre mondiale.
En 1984, un incendie ravage l'usine qui est définitivement fermée.
C'est à Faches-Thumesnil qu'était fabriquée la limonade Reina, "la reine des limonades" dont la publicité a été jouée par Fernandel. L'ancienne fabrique située rue Carnot est devenue un atelier de travail protégé avant de laisser la place à un ensemble de logements, l'ilot Reina.
Pendant la Première Guerre mondiale, en octobre 1914, des troupes françaises situées à Faches, Thumesnil, Ronchin, vont participer aux combats qui vont conduire à la chute de Lille, prise par les Allemands le 12 octobre 1914, après un siège de deux jours. Lille restera occupée jusqu'en 1918.

## Politique et administration

### Rattachements administratifs et électoraux

#### Rattachements administratifs
La commune se trouve dans l'arrondissement de Lille du département du Nord.  
Elle faisait partie depuis 1801 du canton de Lille-Sud-Est. Dans le cadre du redécoupage cantonal de 2014 en France, cette circonscription administrative territoriale a disparu, et le canton n'est plus qu'une circonscription électorale.

#### Rattachements électoraux
Pour les élections départementales, la commune est  depuis 2014 le bureau centralisateur du canton de Faches-Thumesnil.
Pour l'élection des députés, elle fait partie de la première circonscription du Nord.

### Intercommunalité
Faches-Thumesnil est membre de la Métropole européenne de Lille, un établissement public de coopération intercommunale (EPCI) à fiscalité propre créé en 2015 et auquel la commune avait transféré un certain nombre de ses compétences, dans les conditions déterminées par le code général des collectivités territoriales.
Cette intercommunalité correspond à la transformation statutaire de l'ancienne communauté urbaine de Lille créée en 1967 sous le nom de communauté urbaine de Lille (CUDL), puis, à partir de 1996, de Lille Métropole Communauté urbaine (LMCU).

### Tendances politiques et résultats
Au premier tour des élections municipales de 2014 dans le Nord, la liste UMP-UDI menée par le maire sortant Nicolas Lebas obtient la majorité absolue des suffrages exprimés, avec 4 080 voix (61,47 %, 27 conseillers municipaux élus dont 2 communautaires), devançant très largeent celles menées respectivement par : 

- Antoine Therain (PS-EELV, 1 885 voix, 28,40 %, 5 conseillers municipaux élus) ; 

- Mathias Wattelle (FG, 672 voix, 10,12 %, 1 conseiller municipal élu).

Lors de ce scrutin, 43,89 % des électeurs se sont abstenus.
Au premier tour des élections municipales de 2020 dans le Nord, la liste d'union de la gauche (LFI-PS) menée par Patrick Proisy[ obtient la majorité absolue des suffrages exprimés, avec 2 123 voix (53,02 %, 26 conseillers municipaux élus dont 2 métropolitains), devançant de 242 voix celle DVD du maire sortant Nicolas Mazurier — successeur en 2019 de  Nicolas Lebas, démissionnaire — qui a recueilli 1 881 voix (46,97 %, 7 conseillers municipaux élus).

Lors de ce scrutin marqué par la pandémie de Covid-19 en France, 65,29 % des électeurs se sont abstenus.

Pour le mandat 2020-2026, Patrick Proisy est le maire de la plus grande commune française dirigée par un adhérent de La France insoumise

### Liste des maires
| Période                                  | Période                   | Identité                           | Étiquette               | Qualité |
| ---------------------------------------- | ------------------------- | ---------------------------------- | ----------------------- | --- |
| Les données manquantes sont à compléter. |                           |                                    |                         | |
| 1790                                     | 1791                      | Pierre Bernard                     |                         | |
| 1791                                     | 1794                      | Michel-François Heddébault         |                         | |
| 1794                                     | 1795                      | Antoine-Ferdinand Begin            |                         | |
| 1795                                     | 1795                      | Pierre-Joseph Facon                |                         | |
| 1795                                     | 1797                      | Michel Marchand                    |                         | |
| 1797                                     | 1798                      | Pierre-Joseph Facon                |                         | |
| 1798                                     | 1799                      | Francis Montaigne                  |                         | |
| 1799                                     | 1799                      | Guillaume Lamblin                  |                         | |
| 1800                                     | 1803                      | Joseph Lamblin                     |                         | |
| 1803                                     | 1808                      | Jean-François Beghin               |                         | |
| 1808                                     | 1809                      | Louis Heddébault                   |                         | |
| 1809                                     | 1816                      | Alexandre Géry François Heddébault |                         | |
| 1816                                     | 1830                      | Géry Heddébault                    |                         | |
| 1830                                     | 1846                      | Alexandre Géry Heddébault          |                         | |
| 1846                                     | 1846                      | Stanislas Lamblin                  |                         | |
| 1846                                     | 1849                      | Jean-François Delattre             |                         | |
| 1849                                     | 1849                      | Wilmot                             |                         | |
| 1849                                     | 1862                      | Jean-Baptiste Montaigne            |                         | |
| 1862                                     | 1870                      | Séraphin Roussel                   |                         | |
| 1870                                     | 1871                      | Jules Bocquet                      |                         | |
| 1871                                     | 1874                      | Xavier Crombet                     |                         | Menuisier ébéniste |
| 1874                                     | 1878                      | Louis-Désiré Meurisse              |                         | |
| 1878                                     | 1881                      | Henri Delesalle                    |                         | |
| 1881                                     | 1888                      | Edmond Dehainault                  |                         | |
| 1888                                     | 1896                      | Ferdinand Messeant                 |                         | |
| 1896                                     | mai 1908                  | Zéphir Liagre                      |                         | |
| mai 1908                                 | décembre 1919             | Charles Vanheuverswyn              | SFIO                    | |
| décembre 1919                            | 1923                      | Jules Bruneau                      | SFIO                    | Photographe Administrateur de la coopérative « l’Union de Lille », |
| décembre 1923                            | mai 1935                  | Julien Cochez                      | SFIO                    | Conseiller d'arrondissement (1922 → 1940) |
| mai 1935                                 | 1939                      | Lucien Waterlot                    |                         | Médecin, ancien adjoint |
| septembre 1939                           | mai 1941                  | Louis Auquier                      |                         | Mort en fonction |
| 1941                                     | décembre 1941             | Alfred Bigotte                     |                         | |
| décembre 1941                            | 1944                      | Édouard Degryse                    |                         | Industriel, trésorier du syndicat des confiseurs du Nord Croix de Guerre 14/18 Nommé maire par le Régime de Vichy                                                               |
| 1944                                     | mai 1945                  | Georges Thibaut                    | SFIO                    | Ouvrier tourneur |
| mai 1945                                 | octobre 1947              | Cyprien Bocquet                    | SFIO                    | Professeur agrégé de mathématiques, syndicaliste enseignant |
| octobre 1947                             | mai 1953                  | Édouard Mioux                      | RPF                     | Agent SNCF |
| mai 1953                                 | octobre 1974              | Arthur François                    | DVD                     | Commerçant Conseiller général de Lille-Sud-Est (1961 → 1967) Démissionnaire pour raison de santé                                                                                |
| octobre 1974                             | mars 1977                 | Étienne Plancq                     |                         | |
| mars 1977                                | mars 2001                 | Jean-Claude Gosselin               | PS                      | Vice-président de la communauté urbaine de Lille Suppléant du député Bernard Roman                                                                                              |
| mars 2001                                | novembre 2019             | Nicolas Lebas                      | UDF puis MoDem puis UDI | Ancien cadre d'entreprise Conseiller régional des Hauts-de-France (2015 → 2021) Vice-président du conseil régional Président de l'association des maires du Nord Démissionnaire |
| novembre 2019                            | mai 2020                  | Nicolas Mazurier                   | UDI                     | Chef d'entreprise dans le numérique |
| mai 2020                                 | En cours (au 10 mai 2025) | Patrick Proisy                     | LFI                     | Professeur de lycée professionnel |

### Jumelages
Au 18 septembre 2023, Faches-Thumesnil est jumelée avec :
- Cattolica (Italie) depuis 1979 ;
- Stolberg (Allemagne) depuis 1989 ;
- St Neots (Royaume-Uni) depuis 1990 ;
- Tinkaré (Mali) depuis 1994 ;

De plus, la ville parraine la ville d'Adămuş ( Roumanie).

## Équipements et services publics

### Enseignement
- École maternelle Alphonse-Daudet
- École maternelle Florian
- École maternelle La Bruyère
- École maternelle La Fontaine
- École maternelle Mozart
- École maternelle Pascal dite l'école ronde
- École Notre-Dame
- École primaire Anatole-France
- École primaire Louise-de-Bettignies
- École primaire George-Sand
- École primaire Kléber
- École primaire Pasteur-Curie
- École primaire Victor-Hugo-Lamartine
- Collège Jean-Mermoz
- Collège Jean-Zay

## Population et société

### Démographie

#### Évolution démographique
L'évolution du nombre d'habitants est connue à travers les recensements de la population effectués dans la commune depuis 1793. Pour les communes de plus de 10 000 habitants les recensements ont lieu chaque année à la suite d'une enquête par sondage auprès d'un échantillon d'adresses représentant 8 % de leurs logements, contrairement aux autres communes qui ont un recensement réel tous les cinq ans,.

En 2022, la commune comptait 18 310 habitants, en évolution de +4,09 % par rapport à 2016 (Nord : +0,51 %, France hors Mayotte : +2,11 %).
| 1793 | 1800 | 1806 | 1821  | 1831  | 1836  | 1841  | 1846  | 1851  |
| ---- | ---- | ---- | ----- | ----- | ----- | ----- | ----- | ----- |
| 805  | 788  | 841  | 1 442 | 1 692 | 1 883 | 2 047 | 2 188 | 2 316 |

| 1856  | 1861  | 1866  | 1872  | 1876  | 1881  | 1886  | 1891  | 1896  |
| ----- | ----- | ----- | ----- | ----- | ----- | ----- | ----- | ----- |
| 2 361 | 2 505 | 2 705 | 2 851 | 2 928 | 3 095 | 3 279 | 3 413 | 3 800 |

| 1901  | 1906  | 1911  | 1921  | 1926  | 1931  | 1936  | 1946  | 1954  |
| ----- | ----- | ----- | ----- | ----- | ----- | ----- | ----- | ----- |
| 4 672 | 5 497 | 6 088 | 5 768 | 6 266 | 6 766 | 7 648 | 7 875 | 8 491 |

| 1962   | 1968   | 1975   | 1982   | 1990   | 1999   | 2006   | 2011   | 2016   |
| ------ | ------ | ------ | ------ | ------ | ------ | ------ | ------ | ------ |
| 12 095 | 16 801 | 18 645 | 16 931 | 15 774 | 15 902 | 16 356 | 17 590 | 17 591 |

| 2021   | 2022   | - | - | - | - | - | - | - |
| ------ | ------ | - | - | - | - | - | - | - |
| 18 110 | 18 310 | - | - | - | - | - | - | - |

#### Pyramide des âges
La population de la commune est relativement jeune.
En 2018, le taux de personnes d'un âge inférieur à 30 ans s'élève à 38,8 %, soit en dessous de la moyenne départementale (39,5 %). À l'inverse, le taux de personnes d'âge supérieur à 60 ans est de 22,0 % la même année, alors qu'il est de 22,5 % au niveau départemental.
En 2018, la commune comptait 8 542 hommes pour 9 623 femmes, soit un taux de 52,98 % de femmes, légèrement supérieur au taux départemental (51,77 %).
Les pyramides des âges de la commune et du département s'établissent comme suit.
| Hommes | Classe d’âge | Femmes |
| ------ | ------------ | ------ |
| 0,7    | 90 ou +      | 1,5    |
| 6,3    | 75-89 ans    | 9,1    |
| 12,8   | 60-74 ans    | 13,4   |
| 17,8   | 45-59 ans    | 17,6   |
| 22,0   | 30-44 ans    | 21,0   |
| 18,0   | 15-29 ans    | 16,9   |
| 22,4   | 0-14 ans     | 20,5   |

| Hommes | Classe d’âge | Femmes |
| ------ | ------------ | ------ |
| 0,5    | 90 ou +      | 1,4    |
| 5,3    | 75-89 ans    | 8,1    |
| 14,8   | 60-74 ans    | 16,2   |
| 19,1   | 45-59 ans    | 18,4   |
| 19,5   | 30-44 ans    | 18,7   |
| 20,7   | 15-29 ans    | 19,1   |
| 20,2   | 0-14 ans     | 18     |

### Sports et loisirs
- FTBad (Faches Thumesnil Badminton)
- les Archers de Faches THUMESNIL ( tir à l'arc)
- FTFC (Faches-Thumesnil Football Club)
- FTTT (Faches Thumesnil Tennis de Table)
- GAC (Gym Athletic Club)
- CEFT (Club des Escrimeurs de Faches-Thumesnil)
- LMBC (Lille Métropole Basket Club)
- ECFTR (Entente Cycliste Faches Thumesnil Ronchin)
- LFF (Lille Faches Futsal)
- ACFT (Arts chinois Faches-Thumesnil)
- FitRun Faches-Thumesnil
- Nord Shogun - Arts Martiaux Faches-Thumesnil (Budo Defense, Kobudō, Iaï Do, Aïkido Yoseikan)

## Économie

### Revenus de la population et fiscalité
En 2020, le revenu médian disponible par unité de consommation est de 21 860 €, alors que la moyenne départementale s'établit à 20 750 € et que celle de la France métropolitaine est de 32 409 €. Le taux de pauvreté est de 15 % des ménages fiscaux à Faches-Thumesnil alors qu'il s'établit à 18,4 % au niveau départemental.

### Emploi
En 2020, la population âgée de 15 à 64 ans s'élevait à 11 066 personnes, parmi lesquelles on comptait 76,8 % d'actifs dont 67,0 % ayant un emploi et 9,8 % de chômeurs.
On comptait 3 945 emplois dans la zone d'emploi, contre 4 132 en 2009. Le nombre d'actifs ayant un emploi résidant dans la zone d'emploi étant de 7 510, l'indicateur de concentration d'emploi est de 52,5 %, ce qui signifie que la zone d'emploi offre un peu plus d'un emploi pour deux habitants actifs.

## Culture locale et patrimoine

### Lieux et monuments
- Le mont de Faches : un petit mont situé dans le sud de la ville, vers l'autoroute et le centre commercial. On peut en apercevoir Euralille et les terrils du Pas-de-Calais.

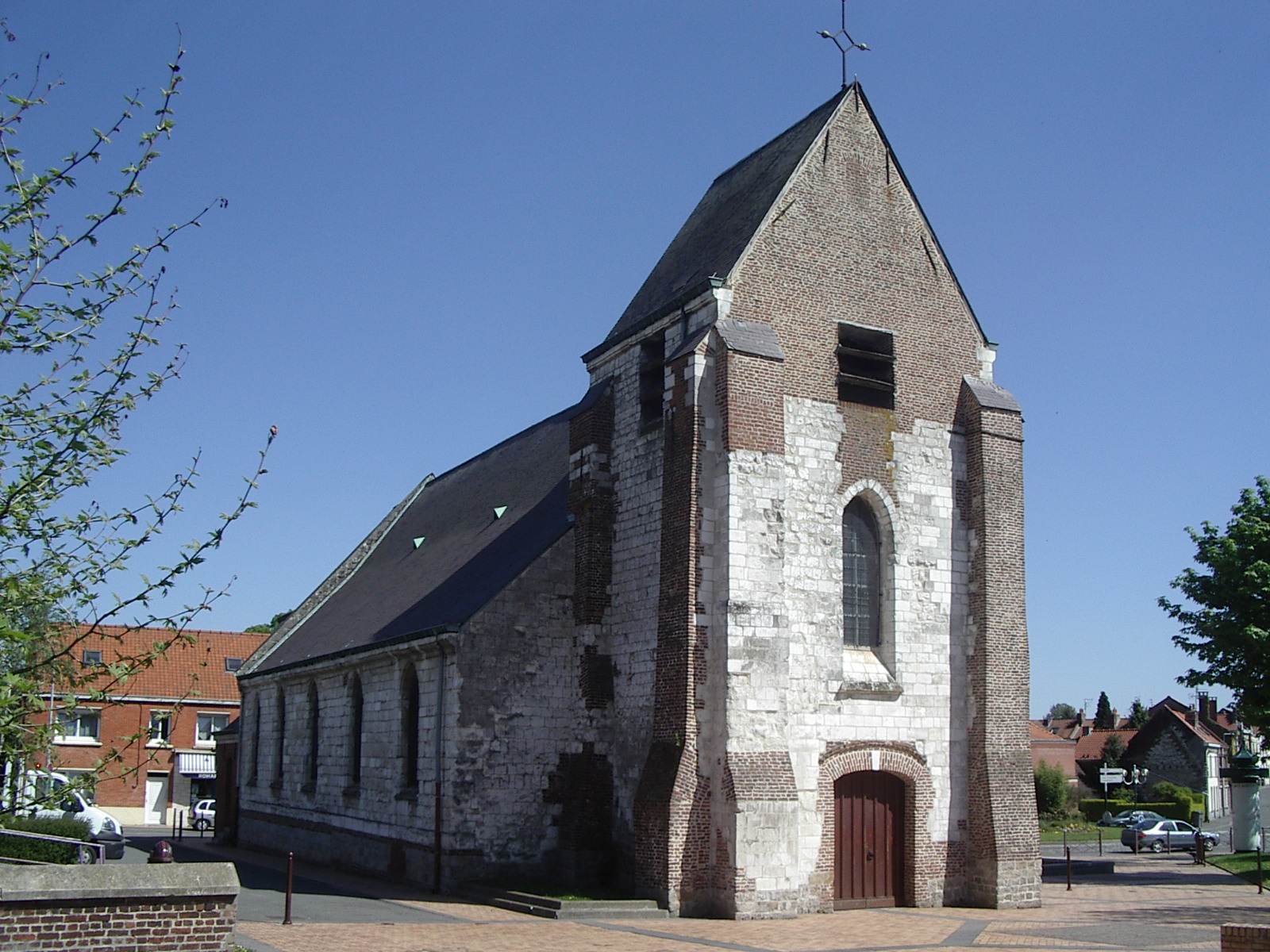
Église de Faches, Sainte Marguerite d'Antioche.

- L'église Sainte Marguerite d'Antioche : l'église possède 4 colonnes de grès du XIIIe siècle, un autel avec médaillons de forme ovale peints en 1699, des fonts baptismaux du XVe siècle, ainsi que des lambris et des confessionnaux du XVIIIe siècle. L'église Sainte Marguerite est située place du Général de Gaulle.
- L'église du Sacré-Cœur : construite vers 1850 par Charles Leroy, célèbre architecte lillois de la cathédrale Notre-Dame de la Treille.

### Personnalités liées à la commune
- Odette Vercruysse (1925-2000), auteur-compositrice française de chants et de poèmes, notamment religieux et chrétiens, établie à Faches Thumesnil depuis 1952.
- Alain Griset (1953-    ), ministre délégué chargé des PME dans le gouvernement de Jean Castex, du 6 juillet 2020 au 8 décembre 2021.

### Héraldique
| Blason de Faches-Thumesnil | Blason  | Écartelé : aux 1 et 4 : de sable à six besants d'or 3 et 3, au lion du même, armé et lampassé de gueules brochant sur le tout (d'après Faches), aux 2 et 3 : d'azur à l'écusson d'argent plain, surmonté de trois étoiles à six branches d'or rangée en chef. (Thumesnil) |
| Blason de Faches-Thumesnil | Détails | Le statut officiel du blason reste à déterminer. |

## Pour approfondir